# When Doves Cry
"When Doves Cry" är en låt skriven och framförd av Prince från hans album Purple Rain från 1984. Låten, som utgavs som singel den 9 juni 1984, blev Princes första etta på Billboardlistan. Låten ligger på femtioandra plats på "500 greatest songs" av Rolling Stone. Låten innehåller inte någon basslinga.